# Губернатор Миннесоты
Губернатор Миннесоты (англ. Governor of Minnesota) — глава исполнительной власти и главнокомандующий национальной гвардией штата Миннесота. Согласно пункту 5 конституции штата Миннесота губернатором может стать гражданин Соединённых Штатов Америки старше 25 лет, проживающий на территории штата более одного года. Губернатор и вице-губернатор (англ. Lieutenant Governor of Minnesota) избираются на 4 года. В 1849 году была учреждена территория Миннесота, пост губернатора которой занимали три человека, пока в 1858 году Миннесота не стала штатом. С тех пор должность губернатора штата занимал 41 человек.

## Обязанности
В исполнительные обязанности губернатора входят контроль за исполнением законов штата, назначение глав департаментов и агентств, командование национальной гвардией. В законодательные — информирование легислатуры о состоянии штата, предложение бюджета штата, применение либо отклонение законопроектов, выдвигаемых легислатурой штата, созыв срочных слушаний легислатуры. В юридические — назначение судей на вакантные должности в районных, апелляционных и высших судах.
Законы Миннесоты не требуют отставки губернатора перед выдвижением его кандидатом на другие должности (в частности, на должность вице-президента США). 
В обязанности вице-губернатора Миннесоты входит замещать губернатора по всем вопросам, а также исполнять его обязанности в случае его  отсутствия, отставки или смерти. Губернатор может подать письменное распоряжение государственному секретарю штата о делегировании вице-губернатору любых своих полномочий, обязанностей, ответственности или функций. Будучи ключевым членом кабинета губернатора, вице-губернатор принимает участие в обсуждениях по всем основным политическим и бюджетным решениям. Кроме того, вице-губернатор является членом Исполнительного совета и, среди прочего, возглавляет Совет по архитектурному планированию района Капитолия.

## Порядок замещения
Порядок замещения должности губернатора, если она становится вакантной во время мандата, определен разделом V статьи 5 конституции штата и статутом Миннесоты 4.06:
1. Вице-губернатор Миннесоты;
2. Президент Сената Миннесоты;
3. Спикер Палаты представителей Миннесоты;
4. Государственный секретарь Миннесоты;
5. Государственный аудитор Миннесоты;
6. Генеральный прокурор Миннесоты.

## Правительство
Под общим руководством губернатора работают исполнительные департаменты. Их главы назначаются губернатором. Главы департаментов образуют кабинет губернатора так же, как в масштабах государства при главе правительства имеется кабинет министров. Помимо губернатора, общенародным голосованием в Миннесоте избираются также государственный секретарь, государственный аудитор и генеральный прокурор; эти чиновники, хоть и считаются принадлежащими к исполнительной ветви власти, в кабинет губернатора не входят и действуют в значительной мере независимо от него.